# Felix Oschmautz
Felix Oschmautz (* 18. Juli 1999 in Maria Saal) ist ein österreichischer Kanute. Bei den Europaspielen 2023 in Polen gewann er die Silbermedaille im Kajak-Cross-Bewerb.

## Leben
Felix Oschmautz vom Kajakverein Klagenfurt in Klagenfurt am Wörthersee stammt aus Maria Saal, wo er in der Jugend Fußball beim SK Maria Saal spielte. Im Alter von acht Jahren begann er mit dem Kanusport. Seit 2014 wird er vom Slowenen Jernej Abramic trainiert, Trainingspartner sind Mario Leitner und Matthias Weger.
Bei seinem Olympiadebüt bei den aufgrund der COVID-19-Pandemie auf 2021 verschobenen Olympischen Spielen 2020 in Tokio im Juli 2021 nahm er für Österreich in der Disziplin Einer-Kajak Slalom teil und belegte den vierten Platz. Bei den Kanuslalom-Europameisterschaften 2022 in Liptovský Mikuláš gewann er jeweils die Bronze-Medaille im K1-Slalom und im Extreme Slalom. Bei den Europaspielen 2023 in Krakau gewann er die Silbermedaille im Kajak-Cross-Bewerb. Beim Wildwasserkanu-Weltcupfinale in Vaires-sur-Marne im Oktober 2023 belegte er den dritten Rang im Kajak-Cross.
Bei den Kanuslalom-Europameisterschaften 2024 in Ljubljana holte er gemeinsam mit Mario Leitner und Moritz Kremslehner die Silbermedaille im Kajak-Teambewerb. Beim Wildwasserkanu-Weltcup in Augsburg feierte er Ende Mai 2024 seinen ersten Weltcup-Sieg.
Für die Olympischen Sommerspiele 2024 wurde er neben Michaela Polleres als Fahnenträger ausgewählt. Er erreichte das Finale im Kajak-Einer. Im Oktober 2024 wurde er neben Timon Maurer zum erstmals ausgetragenen ICF Supercup in Hangzhou in China eingeladen.
Oschmautz ist Sportler des Heeressportzentrums des Österreichischen Bundesheers im Heeressportzentrum Faak am See. Seine Schwester Antonia Oschmautz (* 2001) ist ebenfalls Kanutin. Er studiert Informatik und ist mit der Snowboarderin Daniela Ulbing liiert.

## Auszeichnungen und Nominierungen
- 2024: Nominierung als Kärntens Sportler des Jahres[19]